# Лекуиле
Лѐкуиле (на италиански: Lequile, на местен диалект Lècule, Лекуле) е градче и община в Южна Италия, провинция Лече, регион Пулия. Разположено е на 38 m надморска височина. Населението на общината е 8687 души (към 2011 г.).